# Onciale 050
L'Onciale 050 (numerazione Gregory-Aland; von Soden: Cι1), è un codice manoscritto onciale del Nuovo Testamento, in lingua greca, datato paleograficamente al IX secolo.

## Testo
Il codice è composto da 19 spessi fogli di pergamena di 325 per 240 cm, contenenti un testo dei Vangelo secondo Giovanni. Scritta in una colonna per pagina, a grandi lettere onciale.
Contiene 1,1.3-4, 2,17-3,8.12-13.20-22, 4,7-14, 20,10-13.15-17

### Critica testuale
Il testo greco del codice è rappresentativo del tipo testuale misto. Kurt Aland lo collocò nella categoria III.

## Storia
Il codice è conservato alla Biblioteca nazionale greca (1371), Monastero di Dionysiou (2 (71)), Museo statale di storia di Mosca (V. 29, S. 119), Christ Church (Oxford) (Wake 2,3).